# Azolla caroliniana
Azolla caroliniana är en simbräkenväxtart som beskrevs av Carl Ludwig Willdenow. Azolla caroliniana ingår i släktet Azolla och familjen Salviniaceae. Inga underarter finns listade.

## Bildgalleri

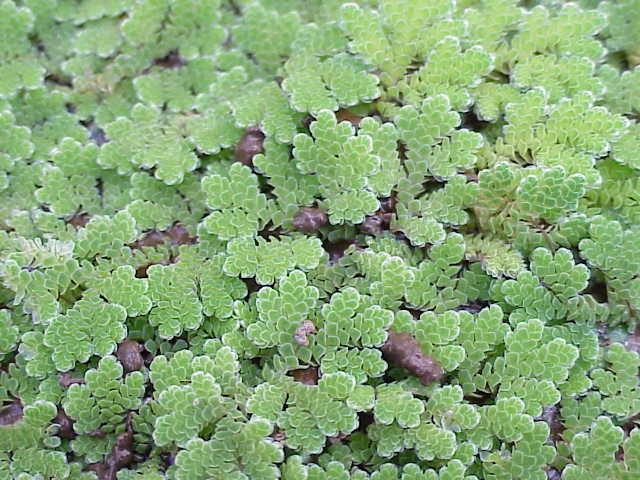
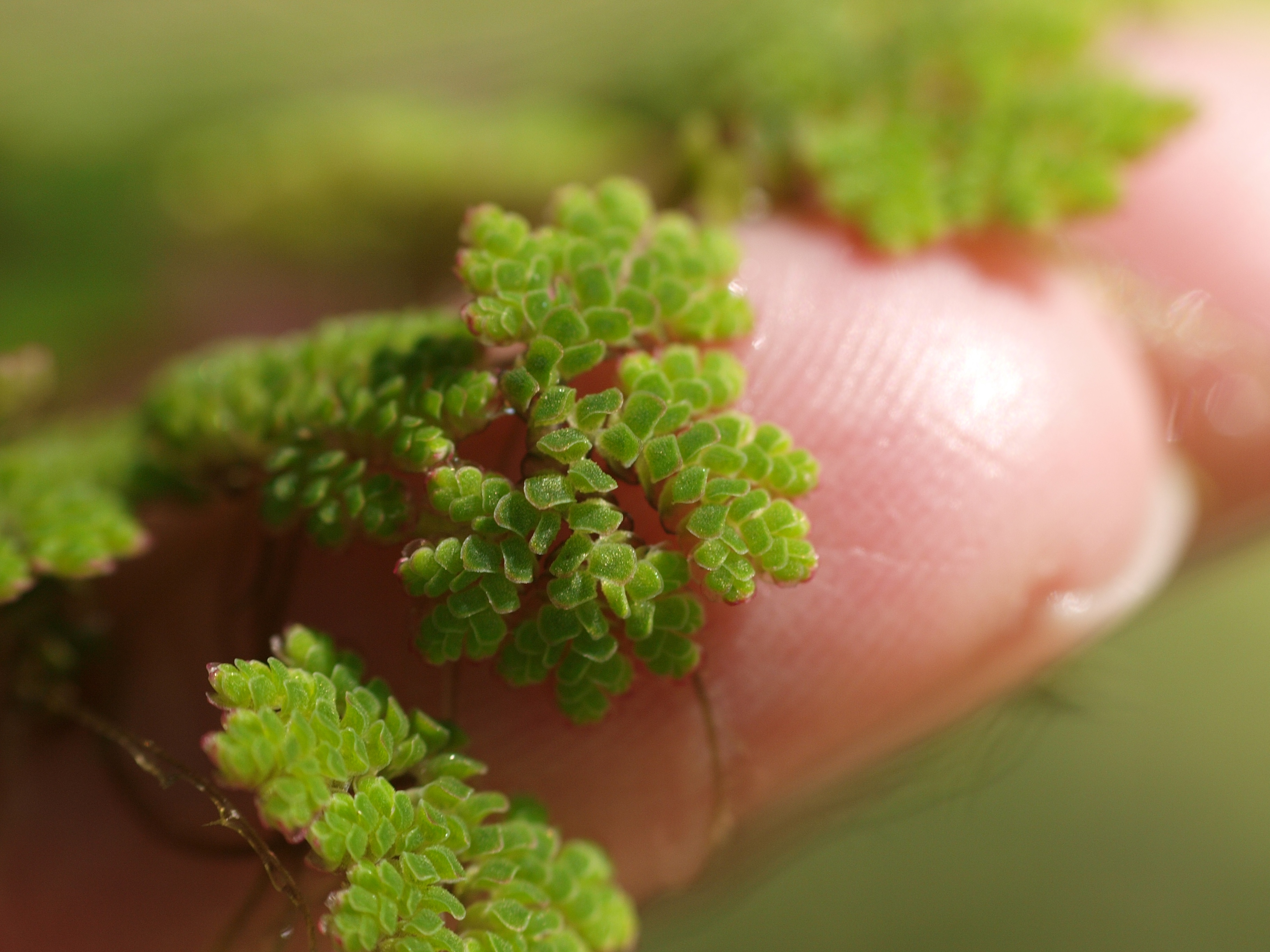